# Rodrigo Sánchez Haro
Rodrigo Sánchez Haro (Turre, Almería, 1969) es un político español, que entre el 9 de junio de 2017 y el 22 de enero de 2019 desempeñó el cargo de consejero de Agricultura, Pesca y Desarrollo Rural de la Junta de Andalucía

## Biografía
Licenciado en Derecho, es diputado autonómico por Almería y portavoz de la Comisión de Empleo, Empresa y Comercio en el Parlamento de Andalucía. Fue teniente de alcalde del Ayuntamiento de Turre en los periodos 1999-2003 y 2007-2011 y concejal en la oposición desde 2011 a 2015 así como portavoz del grupo municipal socialista.
Fue el portavoz del PSOE de la comisión de investigación de los cursos de formación de la Junta.
Actualmente, desde las elecciones municipales de 2.023, es concejal en la oposición en el Ayuntamiento de Garrucha (Almería).